# Seleção Dominicana de Futebol
A Seleção Dominicana de Futebol representa a República Dominicana nas competições de futebol da FIFA.
Nunca disputou uma Copa do Mundo, nem uma edição da Copa Ouro da CONCACAF.